# Tapu
Tapu (o tabu) è un concetto esistente in molte società polinesiane, incluse la Maori, la Samoana e la cultura Tonga. Esso esprime il concetto di qualcosa di santo o sacro. La parola equivalente nella lingua hawaiana è kapu. Il termine in lingua rotumana è  "ha'a".
Nella tradizione Māori e Tonga il concetto di tapu sottintende un valore di inviolabilità e sacralità data dall'oggetto stesso. Cose o luoghi che sono tapu devono essere abbandonati, non ci si può avvicinare né interferire con essi. In taluni casi non possono essere nemmeno pronunciati.
Nella società Māori il concetto è spesso usato dai tohunga (sacerdoti) per proteggere le risorse dall'eccessivo sfruttamento, proteggendo, ad esempio, la pesca dichiarandola tapu (vedi rāhui).
In lingua inglese la parola è diventata "taboo" (da cui tabù in italiano), e venne adottata dal capitano James Cook durante la sua visita a  Tonga nel 1777.